# Relations entre les Émirats arabes unis et la Russie
L'Union soviétique et les Émirats arabes unis ont établi des liens diplomatiques en décembre 1971, lorsque la fédération de Russie et les Émirats arabes unis sont entrés en contact pour la première fois. En juin 2018, les ÉAU et la Russie ont signé une déclaration de partenariat stratégique pour coopérer dans divers secteurs – la politique, la sécurité, l'économie et la culture, ainsi que la coopération dans les domaines humanitaires, scientifiques, technologiques et touristiques.

## Histoire
Le 8 décembre 1971, l'Union soviétique et les ÉAU ont établi des relations diplomatiques. 
En 1986, l'ambassade soviétique d'Abou Dabi a été ouverte. 
En 1987, l'ambassade des ÉAU à Moscou a été ouverte.

## Relations modernes
La Russie a une ambassade à Abou Dabi et les ÉAU ont une ambassade à Moscou.
En 2002, un consulat général russe à Dubaï a été créé.
En 2017, les Émirats arabes unis, qui ont une relation tendue avec l'Iran, a tenté de mettre la distance entre les deux pays.
En 2019, les Émirats arabes unis ont dépensé 710 millions de dollars pour des armes antichars en provenance de Russie.
Depuis février 2022 (l'invasion de l'Ukraine), les Émirats arabes unis sont devenus un paradis pour les superyachts, les jets privés et l'argent sale. BetterHomes, une entreprise immobilière de Dubaï, a indiqué qu'au cours des trois premiers mois de 2022, les achats de propriétés avaient augmenté de 67 % dans l'émirat. Les politiciens et les militants ont exigé que les milliardaires de la Russie soient soumis à des sanctions et que les ÉAU soient placés sur une liste noire pour recevoir des fonds illicites. En juin 2022, Madame Gu, un superyatch du milliardaire russe Andreï Skotch, sanctionné par l'Union européenne et la Grande-Bretagne, a acclancée à Dubaï. Quantum Blue appartient au magnat de la vente au détail russe Sergueï Galitski a également été amarré au port de Dubaï. De plus, Dubaï a rapporté avoir vu plusieurs yachts et avions liés aux Russes sous sanctions. Bien que les ÉAU n'avaient imposé aucune sanction à la Russie, les représentants du gouvernement ont déclaré aux alliés occidentaux que les entités et les particuliers sanctionnés ne sont pas autorisés à faire des affaires dans l'émirat. En octobre 2022, cheikh Mansour ben Zayad Al Nahyane, propriétaire du Manchester City Football Club, a été accusé d'avoir permis aux Émirats arabes unis d'être inondés de superyachts et de jets privés appartenant à des oligarques fidèles à Vladimir Poutine.
En mars 2023, au nom d'un militant ukrainien des droits de l'homme, les avocats britanniques, Rhys Davies et Ben Keith, ont demandé aux États-Unis d'ouvrir une enquête sur cheikh Mansour ben Zayad Al Nahyane pour aider les Russes à échapper aux sanctions américaines.